# National-Zeitung der Deutschen

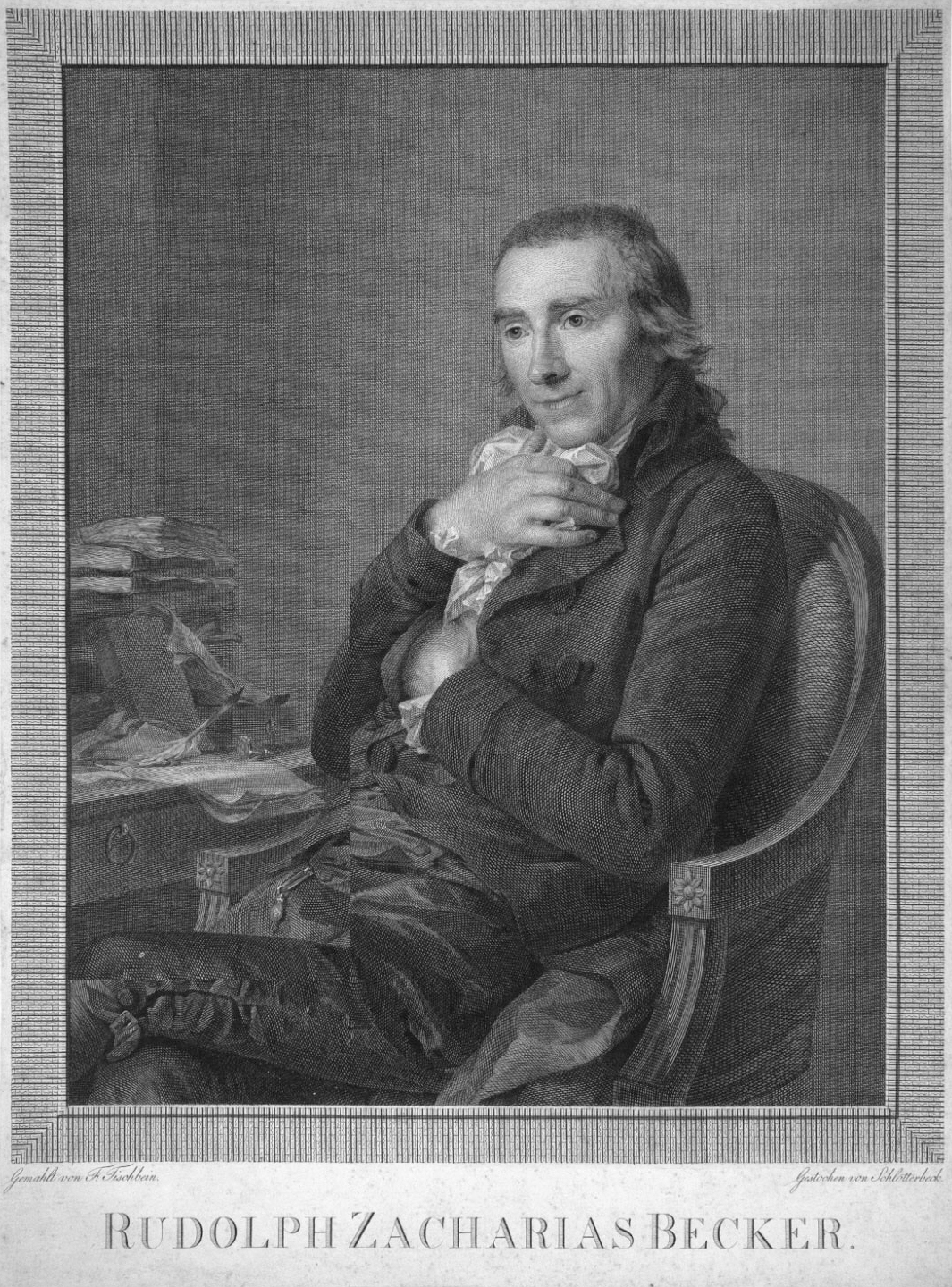
Rudolph Zacharias Becker

Die National-Zeitung der Deutschen war eine von 1796 bis 1829 in Gotha erscheinende Wochenzeitung. Mit ihren Vorgängern und Nachfolgern erstreckt sich der Erscheinungszeitraum über fast 70 Jahre von 1782 bis 1850. Im Einzelnen:
- Dessauische Zeitung für die Jugend und ihre Freunde: Dessau 1782–1786, ZDB-ID 507867-2, Digitalisat.
- Deutsche Zeitung für die Jugend und ihre Freunde, oder moralische Schilderungen der Menschen, Sitten und Staaten unsrer Zeit: 1784–1787, ZDB-ID 507868-4, Digitalisat.
- Deutsche Zeitung oder Moralische Schilderungen der Menschen, Sitten und Staaten unsrer Zeit: 1788–1796, ZDB-ID 507869-6, Digitalisat.
- National-Zeitung der Deutschen: 1796–1829, ZDB-ID 507870-2, Digitalisat.
- Allgemeiner Anzeiger und Nationalzeitung der Deutschen. Der öffentlichen Unterhaltung über gemeinnützige Gegenstände aller Art gewidmet, zugleich allgemeines deutsches Intelligenzblatt zum Behuf der Rechtspflege, der Polizei, des Handels und der Gewerbe, so wie des bürgerlichen Verkehrs überhaupt: 1830–1848, ZDB-ID 507873-8, Digitalisat.
- Reichsanzeiger der Deutschen, der öffentlichen Unterhaltung über gemeinnützige Gegenstände aller Art gewidmet. 1848–1850, ZDB-ID 16410-0, Digitalisat.

Die Zeitung erschien wöchentlich, zuletzt zweimal wöchentlich. Von 1812 bis 1813 war sie verboten. Schätzungen der Auflage reichen von etwa 2.500 bis zu 10.000 Exemplaren, womit die Zeitung eine der größten im deutschen Sprachgebiet gewesen wäre.
Herausgeber dieser Zeitungen war der Volksaufklärer Rudolph Zacharias Becker. Dementsprechend war ein Schwerpunkt dieser Publikationen die praktische Volksaufklärung und Nachrichten darüber, wo zum Beispiel ländliche Lesegesellschaften und ökonomische Gemeinschaften irgendwo gegründet wurden und Ähnliches. Sie können somit als Beispiel eines „positiven Journalismus“ gelten, der sich nicht auf die Verbreitung von Unglücksmeldungen und Schreckensnachrichten konzentriert, sondern darauf, schöne Beispiele praktischen Fortschritts und praktizierter Vernunft mitzuteilen. Solche Bemühungen wurden von den Zeitgenossen auch durchaus ironisch gesehen. So dichtet Karl Friedrich Gottlob Wetzel auf die von Becker „erdachte Publicität“:
Wenn man so die National-Zeitung liest,

Was die Welt jetzt so gut und glücklich ist!

Hätt’ der Becker nicht erdacht die Publicität,

Niemand fiel drauf, daß es so herrlich steht.

Was hört man da Schönes aus jedem Nest,

Jeden Wind, den Deutschland streichen läßt;

Weiß, wie’s in Jedermanns Küche steht –

O herrliche Publicität!
Die Geschichte der Deutschen Zeitung bzw. der National-Zeitung begann mit der Dessauische Zeitung für die Jugend und ihre Freunde, die Becker noch zu der Zeit herausgab, als er Lehrer am Dessauer Philanthropinum war. Nachdem er seine Tätigkeit dort beendet hatte und sich mit seinem Freund Christian Gotthilf Salzmann beim Projekt des Aufbaus einer eigenen Erziehungsanstalt entzweit hatte, sah er sich auf seine Arbeit als Zeitungsverleger angewiesen. Mit einem Darlehen Georg Joachim Göschens von 400 Talern gründete er 1784 die Deutsche Zeitung für die Jugend und ihre Freunde.
Vor allem in den ersten Jahren übernahm Becker bei politischen Nachrichten und Meldungen aus dem Ausland Inhalte anderer Periodika, hauptsächlich sollten die Beiträge jedoch aus der unmittelbaren Erfahrung der Korrespondenten der Zeitschrift stammen. Es sollten also der Stand der Aufklärung anhand von Fakten und Beispielen authentisch dokumentiert werden, wobei im Sinn eines aufklärerischen Optimismus die positiven Beispiel bevorzugt mitgeteilt wurden, und er ersucht seine „sämmtlichen Herrn Correspondenten nochmals inständigst, [ihm] nichts als die Wahrheit, und lieber lobenswerthe als tadelnswürdige Facta zu berichten.“ Den Grundstock für seinen Korrespondentenkreis bildeten dabei die Kontakte, die Becker noch am Dessauer Philanthropin geknüpft hatte und in der Folge war er beständig bemüht, diesen Kreis durch briefliche Ansprache geeigneter Personen oder in der Zeitung abgedruckte Aufrufe zu erweitern. Zu dieser Arbeitsweise gehört eine heute etwas ungewöhnlich wirkende, sehr herzliche und persönliche Ausdrucksweise im Verkehr mit den unentgeltlich arbeitenden Korrespondenten, die nicht als Mitarbeiter oder Zuträger gesehen wurden, sondern als Brüder und Schwestern, geeint in der gemeinsamen Bemühung um Besserung und Aufklärung des Menschengeschlechtes. Problematisch war dabei, dass auch zahlreiche Zuschriften an die Zeitung anonym erfolgten und der Wahrheitsgehalt oft nicht nachgeprüft werden konnte.
Wegen eines Aufsatzes in der National-Zeitung wurde Becker im November 1811 von der französischen Gendarmerie verhaftet und nach Magdeburg gebracht. Erst 17 Monate später kam er wieder frei. Zugleich wurde die Zeitung in den Jahren 1812 und 1813 verboten.
1822 übernahm Beckers Sohn Friedrich Gottlieb Becker den Verlag und die Herausgeberschaft der National-Zeitung. 1830 legte er diese mit der Tageszeitung Allgemeiner Anzeiger der Deutschen zusammen und fortan erschien sie unter dem Titel Allgemeiner Anzeiger und Nationalzeitung der Deutschen. 1850 wurde das Erscheinen eingestellt.